# Herb Powell
Herbert Powell (eller Herb, som man kalder ham) er en figur fra Simpsons-universet.
Herb er Homers halvbror fra Detroit. Hans far er bedstefar Simpson, og hans mor er en prostitueret fra et karneval. Han brugte starten af sin barndom i Shelbyvilles børnehjem, hvorefter han blev adopteret af Hr. og Fru Powell. Han ejede en bilfabrik, indtil Homer blandede sig og fik hans firma til at gå konkurs. Det seneste vi har hørt til Herb var at han var bums i Detroit, indtil han fik en ide som skulle gøre ham rig igen. Imidlertid manglede han penge, så han tog til Springfield for at bede sin bror Homer om at låne ham 2000 dollars til hans ide. Vi fandt ud af at opfindelsen var en baby-oversætter som virkede. Herb fik hurtigt sin formue igen, hvorefter han takkede Homer ved at forære ham en vibratorstol. Han kan stadigvæk ikke lide Homer, men er ham taknemlig. Hvad han laver nu vides ikke.
Skuespilleren Danny DeVito lægger stemme til manden som Homer kalder sin bror.